# Лопухіна Наталія Федорівна
Наталія Федорівна Лопухіна, до шлюбу Балк (11 листопада 1699 — 11 березня 1763) — племінниця Анни Монс, статс-дама імператриць Анни Іоанівни та Єлизавети Петрівни, за наказом останньої випорота, позбавлена язика та заслана до Сибіру.

## Родина
Мати Наталії, Матрьона Монс, була статс-дамою Катерини I і дружиною московського губернатора генерала Федора Миколайовича Балка (тому носила прізвисько «Балкша»). Їхня донька, Наталія Федорівна Лопухіна, стала дружиною морського офіцера, згодом віцеадмірала та кавалера ордена Святого Олександра Невського Степана Васильовича Лопухіна, двоюрідного брата цариці Євдокії Федорівни та улюбленця Петра I.

## Життєпис
Ще дівчинкою увійшла в почет Катерини Іоанівни і супроводжувала її до чоловіка в Мекленбург (1716). Приблизно до 1718 року повернулася до Росії, де стала дружиною Степана Васильовича Лопухіна, як вказують, за бажанням імператора.
Двоюрідний брат Лопухін був засуджений у справі царевича Олексія. У 1719 році він виявив неповагу на похороні цесаревича, тріумфуючий вигляд Лопухіна та його сміх під час богослужіння з нагоди смерті царевича Петра Петровича став причиною заслання з дружиною та дітьми в Кольський острог (нині місто Кола). Наталя пішла за ним і зазнавала усіляких поневірянь.
У справі брата Віллема Монса, фаворита Катерини I (1724), матір Лопухіної Мотрьону за наказом Петра I відшмагали батогом і заслали в Тобольськ. При вступі на престол Петра II, нащадка Євдокії Лопухіної, становище сім'ї стало сприятливим. Сенатським указом від 21 липня 1727 року їх повернули із заслання до Петербурга. Імператор припустив Лопухіних до двору і звів Степана Васильовича у звання камергера. За наступних правителів, до яких Лопухіна схилялася ще з часів своєї мекленбурзької поїздки, їй і чоловікові вдалося посісти престижне місце. Лопухін отримує посаду крігскомісара з морської частини (указ Сенату 11 вересня 1740 року) у ранзі віцеадмірала і з правом присутності в Адміралтейств-колегії (указ 2 жовтня 1740 року). 8 квітня 1741 року їй дарують маєток: відписну Глумівську волость у Суздальському повіті, її чоловіка виробляють у генерал-поручники.
Деякі автори пояснюють неприязне ставлення до Лопухіної з боку Єлизавети Петрівни тим, що Лопухіна була суперницею цариці. Згодом, пояснюючи причини її опали, сучасники описали наступний випадок:
Одного разу Лопухіна, яка славилася своєю красою і тому збуджувала ревнощі государині, надумала, чи то через легковажність, чи то з бравади, з'явитися з трояндою у волоссі, тоді як государиня мала таку саму троянду в зачісці. У розпалі балу Єлизавета змусила винну стати на коліна, веліла подати ножиці, зрізала злочинну троянду разом із пасмом волосся, до якого вона була прикріплена, і, встромивши винуватиці два добрі ляпаси, продовжувала танцювати. Коли їй сказали, що нещасна Лопухіна знепритомніла, вона знизала плечима: «Ништо ей дуре!»— К. Валишевский. Дщерь Петра Великого (1902)
При вступі на престол Єлизавета відправила коханця Лопухіної гофмаршала Рейнгольда фон Левенвольде на заслання. Подружжя Лопухіних також заарештували, але незабаром відпустили. Вони втратили свої маєтки та посади.

### Справа Лопухіних

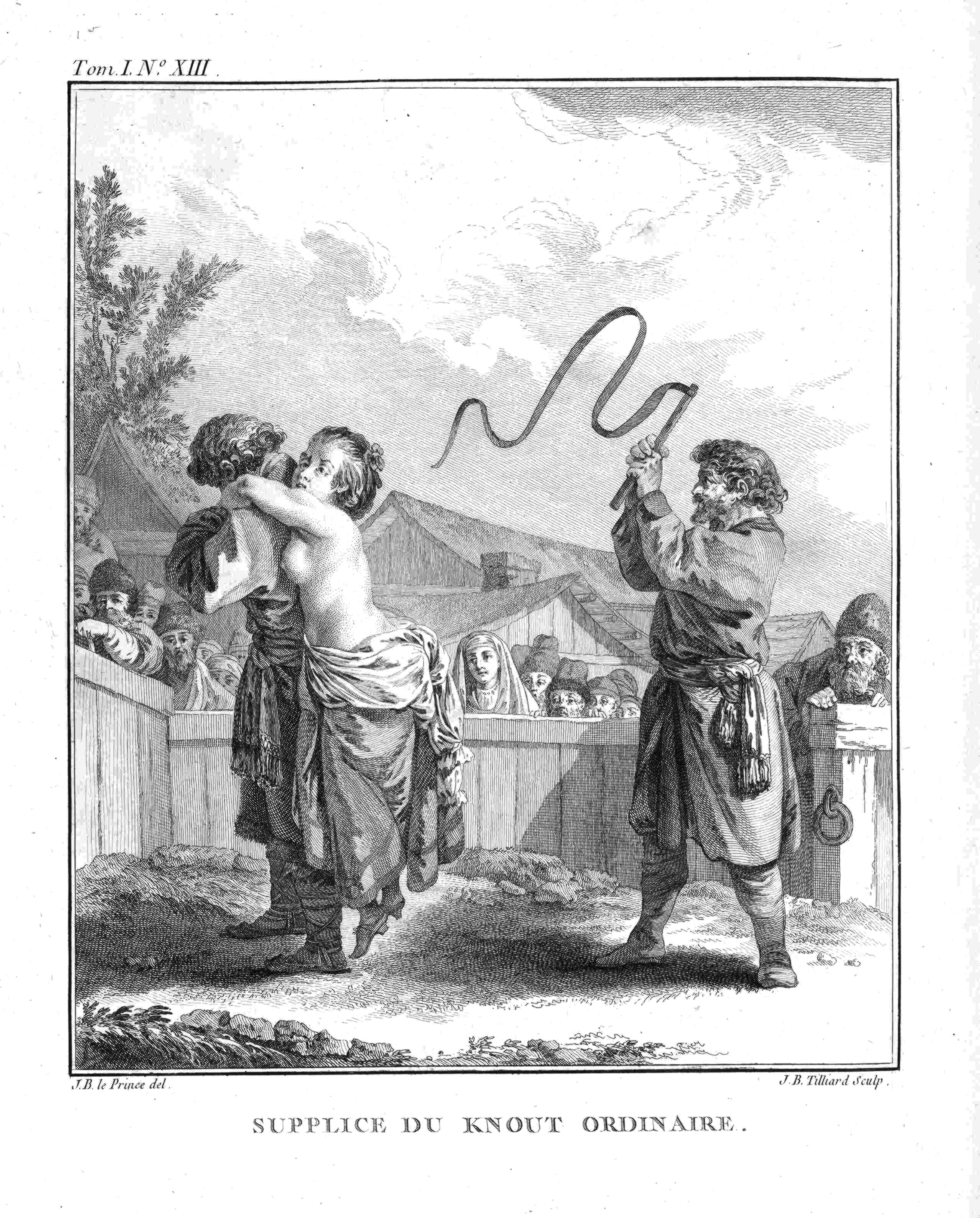
Покарання батогом М. Лопухіною. Гравюра Ж.-Б. Лепренса із книги, 1766 рік.

В 1743 році сім'ю заарештували знову і звинуватили в участі в змові «Ботта-Лопухіних», допитували і катували. Разом із Лопухіними постраждали і подруги Наталії Федорівни — графиня Ганна Бестужева та баронеса Софія Лілієнфельд (Одоєвська) із чоловіком. Остаточне рішення свідчило, що Степан, Наталя та Іван Лопухини «за доброзичливістю до принцеси Анни і з дружби з колишнім обермаршалом Левенвольдом, склали… задум…». Вирок говорив: вирвати язики і колесувати, але з царської милості його пом'якшили так: бити батогом; вирвати язики, заслати до Сибіру, все майно конфіскувати. Її дочок Настасью, Ганну та Парасковію заслали у віддалені села.

### Кінець опали
У Сибірському місті Селенгінську Лопухіна пробула 20 років, повернулася до Петербурга тільки після смерті Єлизавети Петрівни з царювання Петра III, поховавши чоловіка та сина. Насилу, але говорила, бо частина язика залишилася. Померла за царювання Катерини II на 64 році життя 11 березня 1763 року; похована у Спасо-Андрониковом монастирі в Москві.

## Особи, які мали відношення до справи Лопухіної
Деякі дані про осіб, які стосуються справи Лопухіної:
- Князь Іван Путятін помер у Кетську або Кетському острозі (місце посилання на річці Кеть на території нинішньої області Томська) 29 жовтня 1752 року.
- Олександр Зибін, обер-штер-крігскомісар, також помер у засланні, в Кузнецьку, 20 червня 1760 року.
- Камергер Лілієнфельд помер у Томську 12 квітня 1759 року. Його дружині, Софії Василівні, яка вже мала дозвіл жити в селах, дозволено імператрицею Катериною II, 1 серпня 1762 року, жити в Москві, або де забажає.
- Графіня Ганна Гаврилівна Бестужева-Рюміна померла в Якутську 14 квітня 1751 року[4]. Її брат відмовився повертатися з Європи до Росії. За Катерини II в Росію приїхав онук, Юрій Олександрович.

## У кіно
Хитросплетіння справи Лопухіної перенесено на телеекран у чотирисерійному художньому фільмі «Гардемарини, вперед!», знятий режисеркою Світланою Дружиніною у 1987 році.

## Родина
У шлюбі з камергером Степаном Васильовичем Лопухіним (1685—1748) у Наталії Федорівни народилися діти:
- Іван (1720—1747) — камер-юнкер, помер у засланні в Охотську.
- Степан (1722—1784) — дійсний камергер, був одружений з Ганною Василівною Паніною.
- Сергій — гардемарин.
- Авраам (1732—1799) — генерал-поручник, був одружений з князівною Ганною Олексіївною Юсуповою, у них народився син Степан.
- Василь (пом. після 1779) — секунд-майор, був одружений з Агафією Ігнатівною Григоровою.
- Анастасія (1725—1799), фрейліна, в 1743 році була заарештована у справі Лопухіних за підозрою в причетності до змови австрійського посланця Ботти. Пізніше стала дружиною графа Миколи Олександровича Головіна, у шлюбі народила сина Миколу.
- Анна (1730—1766), не одружувалась.
- Параска (1734—1810), дружина князя Івана Олексійовича Голіцина (1729—1767), у шлюбі народила синів Олексія та Сергія.
- Катерина (1737—1780), дружина графа Івана Микитовича Зотова, у шлюбі народила сина Олександра і дочку Ганну, які стали продовжувачами роду Зотових.